# Backdraft
Un tiro de retorno (en inglés: backdraft o backdraught) es una deflagración que ocurre cuando en un incendio confinado en el que existen productos incompletos de combustión por la falta de oxígeno, como consecuencia de un desarrollo limitado por la ventilación, se produce un aporte de aire repentino.

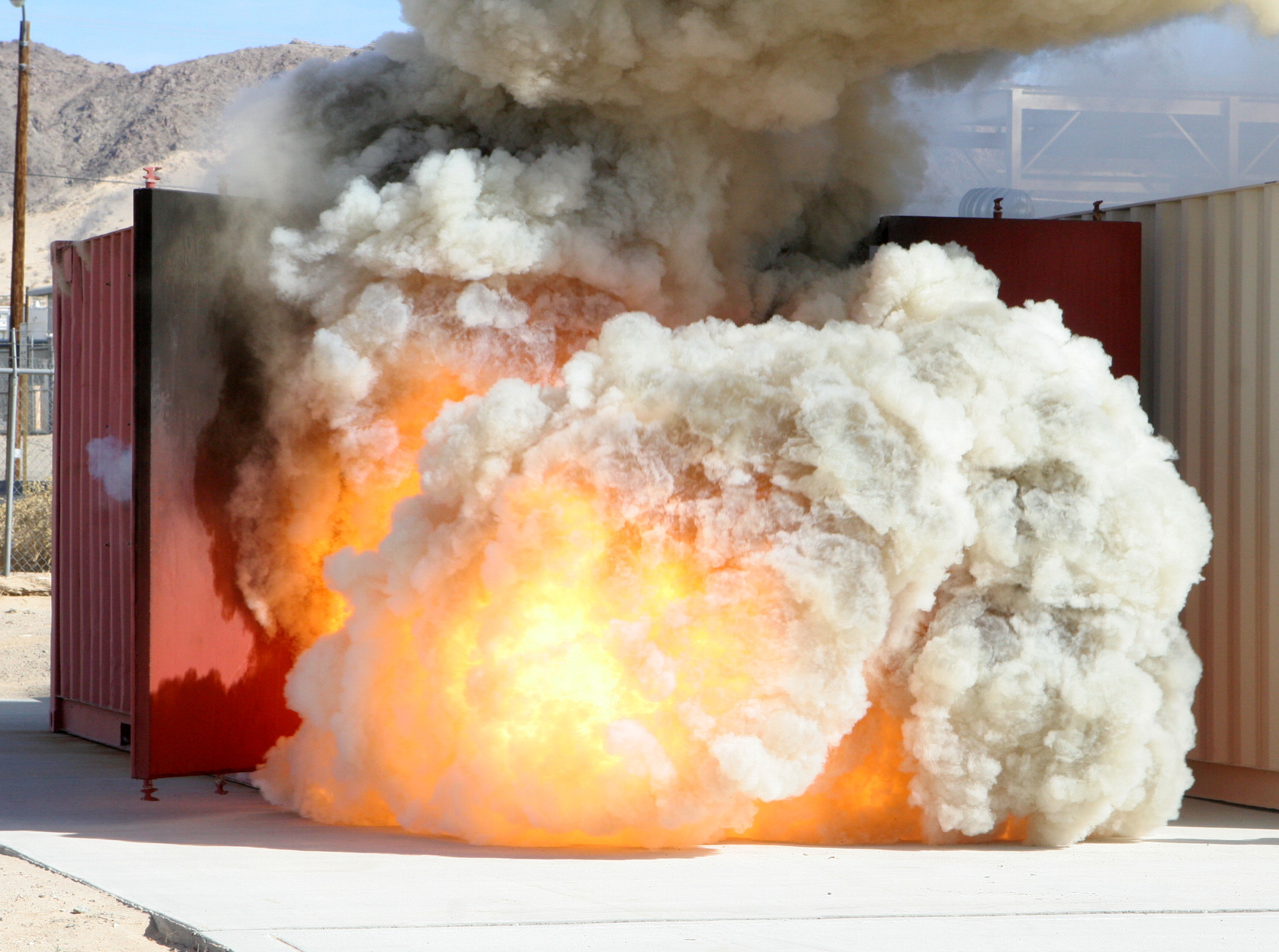
Recreación de un backdraft en un contenedor de prácticas de bomberos.

## Desarrollo
En un incendio que se desarrolla en un espacio confinado, en el que la salida de gases del incendio se encuentra restringida, estos se acumulan a la vez que se consume el oxígeno en la combustión. La evolución en estas condiciones puede llevar a que las llamas se extingan por déficit de oxígeno, pero los materiales combustibles siguen manteniendo una temperatura por encima del punto de pirólisis, por lo que siguen emitiendo gases altamente combustibles que se acumulan en la estancia.
Un cambio en la configuración de la ventilación, como la apertura de una puerta, permite la evacuación de los gases acumulados que saldrán por la parte superior debido a su mayor temperatura, y una entrada de aire por la parte inferior. En la zona de fricción de las dos capas de gases, las corrientes se mezclarán entrando dentro del rango de inflamabilidad. La corriente de aire frío puede reactivar la combustión con llamas en los materiales incandescentes que queden en los planos inferiores, levantando una llama que sirva de fuente de ignición para los gases combustibles, produciendo una rápida combustión de los gases, cuya violencia dependerá de la combustibilidad de los gases, geometría del recinto y otros factores.

## Características
Los principales elementos diferenciadores del backdraft frente a otros fenómenos son:
- Se produce en incendios que se han desarrollado en condiciones de ventilación restringida.
- Su desencadente es un cambio en las condiciones de ventilación, pasando de incendio limitado por la ventilación a incendio limitado por el combustible.
- El origen de la deflagración se encuentra en el interior del recinto, como consecuencia de una reactivación de las llamas por la entrada de aire.

## Normativa
El concepto backdraft está recogido en varias normas de uso internacional:
- La norma ISO 13943, Seguridad contra incendios. Vocabulario, que también lo denomina "contracorriente", lo define como una rápida combustión con llamas causada por la repentina entrada de aire en un espacio confinado deficiente en oxígeno que contiene productos calientes de la combustión incompleta.[2]
- La NFPA 921, Guía para la investigación de incendios y explosiones, lo define como una explosión, o rápida combustión, de los gases calientes que ocurre cuando se introduce oxígeno en el interior de una construcción que no ha sido apropiadamente ventilada y en la que el fuego ha consumido el oxígeno.[3]

## Indicadores
El desencadenamiento de un backdraft puede ir precedido de distintos indicadores, sin que ninguno de ellos pueda tomarse como señal inequívoca de que vaya realmente a producirse:
- Incendio infraventilado en recinto confinado.
- Pulsaciones en el interior del recinto. Las presiones en el interior pasan de ser negativas a positivas en corto espacio de tiempo. El incendio parece “respirar y exhalar”.
- Colchón de gases de incendio denso que en el exterior tiene tonos anaranjados y amarillentos.

## Consideraciones tácticas
Durante un backdraft se produce un aumento brusco de la potencia del incendio que lleva asociada una onda de presión susceptible de ocasionar daños materiales de importancia y daños personales si alcanza al personal operativo o cualquier otra persona, por lo que debe evitarse mediante distintos enfoques operativos:
- Apertura de un hueco de ventilación en cubierta. Este tipo de aperturas no permite que se introduzca una corriente de gravedad por lo que no existe una mezcla efectiva de gases de incendio y aire. Si bien esta puede ser una opción operativa en los tipos constructivos a base de entramados ligeros de madera, no resulta viable en las construcciones habituales compuestas de forjados.
- Limitar o reducir el aporte de aire al incendio y esperar a que el incendio decaiga por sí mismo. A medida que la temperatura cae en el interior del recinto, la inflamabilidad del colchón de gases (y el riesgo potencial de backdraft) se reducen.
- Reducir la temperatura del interior mediante ataque indirecto con agua desde la puerta de acceso o aperturas practicables que puedan cerrarse.

Cuando el backdraft sea inminente, solo cabe procurar que el personal se encuentre en el exterior en situación defensiva.

## Filmografía
Backdraft también es el título de una película que trata de la vida de dos hermanos que son bomberos utilizando como hilo argumental una serie de incendios fatales en los cuales se desencadena este fenómeno.

## Videos
Video explicativo
Backdraft en Franklin (EE. UU)
Backdraft en Baltimore (EE. UU.)
Contenedor de prácticas de bomberos